# میتسوبیشی ۲ام‌بی۲
میتسوبیشی ۲ام‌بی۲ (به انگلیسی: Mitsubishi 2MB2) یک هواپیمای ساختِ کارخانهٔ میتسوبیشی در کشور ژاپن است. این هواپیما برای نخستین بار در ۱ دسامبر ۱۹۲۵ میلادی مورد استفاده قرار گرفت.